# Фёдоров, Михаил Тихонович
Михаил Тихонович Фёдоров (1917—1944) — Гвардии лейтенант Рабоче-крестьянской Красной Армии, участник Великой Отечественной войны, Герой Советского Союза (1944).

## Биография
Михаил Фёдоров родился 15 сентября 1917 года в Москве. Окончил семь классов школы и школу фабрично-заводского ученичества. В 1940 году Фёдоров были призван на службу в Рабоче-крестьянскую Красную Армию. В 1943 году он окончил Чкаловскую военную авиационную школу пилотов. С августа того же года — на фронтах Великой Отечественной войны.
К сентябрю 1944 года гвардии лейтенант Михаил Фёдоров командовал звеном 174-го гвардейского штурмового авиаполка (11-й гвардейской штурмовой авиационной дивизии, 16-й воздушной армии, 1-го Белорусского фронта). К тому времени он совершил 95 боевых вылетов на штурмовку скоплений боевой техники и живой силы противника, аэрофотосъёмку и воздушную разведку. 5 сентября 1944 года Фёдоров вместе с воздушным стрелком, гв. старшим техником-лейтенантом Афанасьевым погибли в бою (сбиты зенитной артиллерией) под городом Острув-Мазовецка.

## Награды
Указом Президиума Верховного Совета СССР от 26 октября 1944 года за «образцовое выполнение боевых заданий командования на фронте борьбы с немецкими захватчиками и проявленные при этом отвагу и геройство» лейтенант Михаил Фёдоров был удостоен высокого звания Героя Советского Союза. Также был награждён орденами Ленина, Красного Знамени, Отечественной войны 2-й степени и Красной Звезды, медалью «За отвагу» .